# Нижнее Селище (Новгородская область)
Нижнее Селище — деревня в Любытинском районе Новгородской области России. Входит в состав Любытинского сельского поселения.

## История
Постановлением Новгородской областной думы от 30 мая 2007 г. № 240-ОД деревня Селище (территория бывшего Вычеремского сельсовета) переименована в деревню Нижнее Селище.

## Население
| 2010 |
| ---- |
| 3    |